# Litauischer Bürgerkrieg (1381–1384)

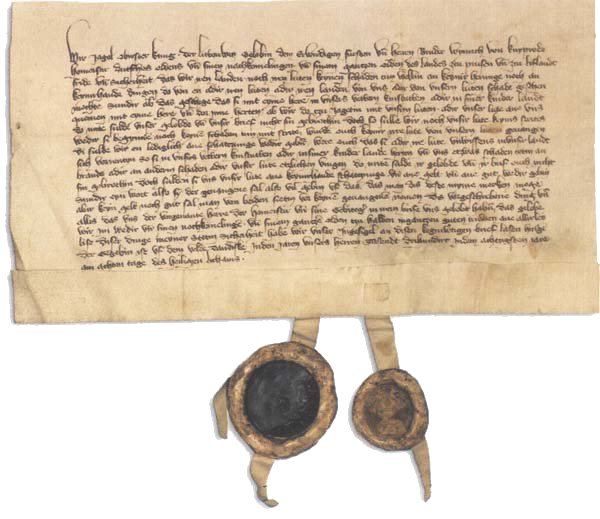
Vertrag von Dovydiškės zwischen Jogaila und dem Deutschen Orden

Der litauische Bürgerkrieg von 1381–1384 war der erste Kampf um die Macht zwischen den Vettern Jogaila, Großfürst von Litauen und späterem König von Polen, und Vytautas dem Großen. Es begann, nachdem Jogaila den Vertrag von Dovydiškės mit den Deutschen Orden unterzeichnet hatte, der gegen seinen Onkel Kęstutis, den Vater von Vytautas dem Großen, gerichtet war. Kęstutis übernahm kurzzeitig die Macht im Großherzogtum, wurde aber von Anhängern von Jogaila, hauptsächlich aus Vilnius, verraten. Während der Waffenstillstandsverhandlungen wurden Kęstutis und Vytautas dem Großen festgenommen und zur Burg Krewa transportiert. Kęstutis starb dort eine Woche später, aber Vytautas dem Großen konnte fliehen und suchte dann ein Bündnis mit den Deutschen Orden. Anschließend überfielen ihre gemeinsamen Streitkräfte litauische Länder. Schließlich wurden die Cousins versöhnt, da Jogaila im Vorgriff auf Verhandlungen mit dem Großherzogtum Moskau und dem Königreich Polen über eine mögliche Christianisierung Litauens innere Stabilität benötigte. 
Der Krieg hat den Machtkampf nicht beigelegt; dieser wurde während des nächsten litauischen Bürgerkriegs (1389–1392) fortgesetzt und erst durch die Unterzeichnung des Ostrów-Abkommens gelöst. Nach mehr als zehn Jahren des Kampfes wurde Vytautas dem Großen schließlich Großherzog von Litauen und regierte das Land achtunddreißig Jahre lang.